# Хейс, Патрик Джозеф
Патрик Джозеф Хейс (англ. Patrick Joseph Hayes; 20 ноября 1867, Нью-Йорк, США — 4 сентября 1938, там же) — американский кардинал. Титулярный епископ Тагасте и вспомогательный епископ Нью-Йорка с 3 июля 1914 по 10 марта 1919. Военный ординарий Армии и Военно-морского флота США с 24 ноября 1917 по 4 сентября 1938. Архиепископ Нью-Йорка с 10 марта 1919 по 4 сентября 1938. Кардинал-священник с 24 марта 1924, с титулом церкви Санта-Мария-ин-Виа с 27 марта 1924.

## Основание Конгрегации
По его благословению 3 сентября 1929 года в Манхеттене, в Нью-Йорке монахиней Марией Ангелиной Терезой (в миру Бригитта Тереза Мак-Крори) была основана община, положившая начало Конгрегации Сестер Кармелиток для Пожилых и Больных (O.Carm. — C.S.A.I.).